# Епіцентр-Подоляни
СК «Епіцентр-Подоляни» — український волейбольний клуб із міста Городка на Хмельниччині. Спонсор — мережа «Епіцентр». 

## Історія
У сезоні 2019—2020 «Епіцентр-Подоляни» перемогли в чемпіонаті серед команд Першої ліги України, яку відновили після призупинення через пандемію коронавірусу.
У сезоні 2020—2021 вперше брала участь у Кубку Виклику (Challenge Cup).
15 квітня 2021 у львівському палаці спорту «Галичина» в першому матчі фінальної серії Української Суперліги з рахунком 0:3 поступилися місцевому ВК «Барком-Кажани».
Стартові матчі проти словацького клубу «Братислава» в 1/32 фіналу Кубку виклику 2021—2022, які мали відбутися в Городку 16 і 17 листопада 2021, скасовано, бо в команді суперників виявили COVID-19. «Братислава» подала запит на перенесення матчу.
Першість 2021—2022 не змогли дограти через російське вторгнення, тому виконавчий комітет Федерації волейболу України офіційно ухвалив рішення про дострокове завершення сезону. ФВУ ухвалила рішення призначити переможців чоловічого та жіночого чемпіонатів, яких визначили за результатами першого етапу першості. Так Епіцентр-Подоляни вперше став чемпіоном України.
Клубом-партнером «Епіцентру-Подолян» є варшавський «Проєкт».
Сезон 2022—2023 «Епіцентр-Подоляни» розпочинає з перемоги в Кубку виклику, здолавши в двох матчах «ОК Марибор» 3:0, 3:2. Таким чином, українська команда вийшла до 1/16 фіналу Кубка Виклику, де зіграє з іспанською «Мелільєю». Волейбольний клуб припинив виступи в поточному розіграші європейського Кубка Виклику, програвши два матчі віце-чемпіону Іспанії «Мелільї».

## Усі сезони
| Сезон   | Ліга       | Місце | Кубок            | Суперкубок | Єврокубки   |
| ------- | ---------- | ----- | ---------------- | ---------- | ----------- |
| 2019/20 | Перша ліга | 1     | Попередній раунд |            |             |
| 2020/21 | Суперліга  | 2     | 1/2 фіналу       |            | 1/4 фіналу  |
| 2021/22 | Суперліга  | 1     |                  | 3          | 1/8 фіналу  |
| 2022/23 | Суперліга  | 2     | Переможець       |            | 1/16 фіналу |
| 2023/24 | Суперліга  | 2     | Переможець       | Переможець | 1/32 фіналу |

## Досягнення
Чемпіонат України
- Чемпіон України : 2021–2022.
- Срібний призер України (3): 2020–2021, 2022–2023, 2023–2024.
- Чемпіон Першої Ліги України: 2019-2020.

Кубок України
- Переможець Кубка України (2): 2022-2023, 2023-2024.

Суперкубок України
- Переможець Суперкубка України: 2023.

## Склад команди

### Гравці
Сезон 2024/2025 
| №  | Ім'я, прізвище      | Дата народження | Позиція               |
| -- | ------------------- | --------------- | --------------------- |
| 2  | Максим Дрозд        | 05.08.1991      | Центральний блокуючий |
| 3  | Сергій Рябов        | 03.06.1999      | Зв'язуючий            |
| 4  | Воїн Чачич          | 31.03.1990      | Догравальник          |
| 6  | Міхал Фінґер        | 02.09.1993      | Діагональний          |
| 7  | Олександр Наложний  | 24.07.1996      | Догравальник          |
| 8  | Олександр Коваль    | 10.02.1999      | Центральний блокуючий |
| 9  | Дмитро Янчук        | 19.05.1999      | Догравальник          |
| 13 | Андрій Жуков        | 25.03.1999      | Ліберо                |
| 15 | Віталій Щитков      | 25.11.1991      | Зв'язуючий            |
| 17 | Андрій Челеняк      | 02.01.2005      | Центральний блокуючий |
| 18 | Володимир Сидоренко | 05.10.1988      | Догравальник          |
| 19 | Олександр Бойко     | 17.12.2002      | Ліберо                |
| 25 | Артем Смоляр        | 04.02.1985      | Центральний блокуючий |
| 42 | Данило Уривкін      | 27.05.2001      | Діагональний          |

## Головні тренери
- Вадим Кульпа (2018—2020)
- Юрій Мельничук (2020—2021)
- Валерій Парамей (2020—2021)
- Маріуш Сордиль (2021—2023
- Маврісіо Паєс (2023[10]-2024[11])
- Флавіо Ґулінеллі  (2024[12]-)

## Відомі гравці
- Горден Брова
- Дмитро Вієцький
- Ігор Вітюк
- Владислав Діденко
- Максим Дрозд
- Сергій Євстратов
- Юрій Семенюк
- Євген Кисилюк
- Богдан Середа

### Легіонери
- Артур Шальпук
- Николай Пенчев
- Іван Раїч
- Гейс Йорна
- Міхал Фінґер
- Еемі Тервапортті
- Воїн Чачич